# ベルノックスフィルムズ
株式会社ベルノックスフィルムズ（英: BELLNOX FILMS Co. Ltd.）は、日本のアニメ制作会社。株式会社KADOKAWAの完全子会社。

## 略歴
2024年5月15日、従来のアニメーション制作における役職や職域にとらわれない新たな仕組みをもとに、業界の更なる発展を目指すことを目的にKADOKAWAの完全子会社として設立。代表取締役にはゴンゾの代表取締役を経てデイヴィッドプロダクションを設立し同社の代表取締役を務めた梶田浩司が就任し、同年7月1日より営業を開始した。
2026年1月に初の元請制作作品であるテレビアニメ『ダーウィン事変』が放送予定。本作のアニメレーベルは親会社のKADOKAWAではなく、TOHO animationである。

## 作品

### テレビアニメ
| 開始年 | 放送期間 | タイトル       | 監督              | シリーズ構成 | アニメーション プロデューサー | 原作 |
| ------ | -------- | -------------- | ----------------- | ------------ | ----------------------------- | ---- |
| 2026年 | 1月 -    | ダーウィン事変 | 津田尚克 中山勝一 | 猪爪慎一     | 未公表                        | 漫画 |